# Eo biển Anegada

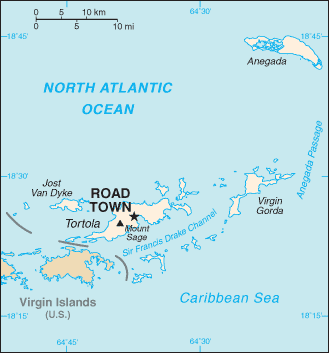
Quần đảo Virgin thuộc Anh và eo biển Anegada về phía đông.

Eo biển Anegada là một trong những ngõ biển lớn ở vùng Caribe nối biển Caribe và Đại Tây Dương. Eo biển này nằm ở tọa độ 18°30′00″B 63°40′00″T / 18,5°B 63,6666667°T ngăn cách quần đảo Virgin thuộc Anh và đảo Sombrero thuộc Anguilla.